# Ariel Rebel
Ariel Rebel (Montreal, 14 de março de 1985) é uma atriz e modelo pornográfica de softcore. Ariel estudou para ser uma designer de moda em Montreal, antes de decidir seguir a carreira de modelo de conteúdo adulto. Ela é fã de mangá e hentai, e em 2008 o programa adulto de afiliados Pancho Dog lançou uma webcomic que estrela Ariel e está disponível para membros de seu website. Planeja abrir seu próprio programa adulto de afiliados no futuro. Usualmente, ela posa para ensaios fotográficos solo e vídeos, e alguns ensaios com outras garotas. Ela também já apareceu em outros sites, como Nubiles.net. O idioma nativo de Ariel é o francês, mas ela fala inglês fluentemente.

## Prêmios
- Nomeação no XBIZ Award de 2008 – Web Babe/Starlet of the Year[5]
- Nomeação no AVN Award de 2009 – Web Starlet of the Year[6]
- Nomeação no XBIZ Award de 2010 – Web Babe/Starlet of the Year[7]
- Vencedora do XBIZ Award de 2010 – Web Babe of the Year (People's Choice)[8]
- Vencedora do AVN Award de 2012 – Best Solo Girl Website (ArielRebel.com)[9]

## Publicações em revistas
- New Look Pin Up - 9 de julho - 6 páginas
- URBANIA Magazine - Printemps 2009 – Uma página + entrevista exclusiva
- SKUNK Magazine Volume 5, edição 1 – Capa + Fashion add for Kill brand[10]
- New Look magazine – Fevereiro de 2009  - Capa e página de centro, Web Issue e Comic Book
- Lollypops magazine – Fevereiro de 2009 – Capa e página de centro
- FuBARTimes magazine - Volume 3, edição 4 de 2008 - Capa e página de centro
- Hustler - Barely Legal magazine – Junho de 2008
- AVN magazine - Web siren - 2007
- TIGHT magazine – Outubro de 2007
- 18Eighteen magazine - Holiday 2007 - Capa e página de centro
- Hustler - Barely Legal magazine – Setembro de 2007